# Berlin Calling
Berlin Calling este o tragicomedie germană din 2008, regizată de Hannes Stohr. Filmul prezintă evenimente din viața DJ-ului și producător-ului Ickarus "(Paul Kalkbrenner), care duce la instituționalizarea acestuia pentru abuz de droguri.

## Distribuție și caractere
În conformitate cu lista de pe site-ul oficial al filmului, distribuția din Berlin Calling a inclus:
- Paul Kalkbrenner (Martin "Ickarus" Karow, DJ)
- Rita Lengyel (Mathilde, Prietena și managerul lui Ickarus)
- Corinna Harfouch (Profesor Doctor Petra Paul, Directorul clinicii)
- Araba Walton (Prietena lesbiană a Mathildei)
- Peter Schneider (Crystal Pete, un pacient din clinică)
- RP Kahl (Erbse, amicul și furnizorul de droguri a lui Ickarus)
- Henriette Müller (Jenny, prietena lui Ickarus)
- Udo Kroschwald (Tatal lui Ickarus, preot)
- Megan Gay (Alice, șefa casei de discuri)
- Maximilian Mauff (Alex, intern clinica)
- Peter Moltzen (Fratele lui Ickarus, Stefan)
- Dirk Borchardt (Tom, șeful clubului)
- Erdal Yildiz (Lucrător hotel)
- Ernest Allan Hausmann (Ernesto)
- André Hoffmann (Franz)
- Caspar Bódy (Goa Gebhard, un pacient din clinică)
- Paul Preuss (BMW-Michi)
- Mehdi Nebbou (Jamal)
- Sascha Funke (însăși)
- Housemeister (însăși)
- Onze (as himself)
- Fritz Kalkbrenner (însăși)
- Peggy Laubinger (însăși)
- Frank Künster (Frank the bouncer)
- Nico Bäthgeh (Nico)

## Coloana sonoră
Coloana sonoră a filmului Berlin Calling (ce poartă același titlu), a fost produsă exclusiv de Paul Kalkbrenner, cu excepția piesei Mango, care a fost produsă de Sascha Funke. Partea vocală a piesei Sky and Sand este interpretată de Fritz Kalkbrenner, fratele mai mic a lui Paul. Unele piese de pe album (precum Gebrünn Gebrünn și Altes Kamuffel), melodii lansate anterior, au fost editate și re-lansate ca "Ediții Berlin Calling".